# Schizotorenia
Schizotorenia, biljni rod iz porodice ljuborovki (Linderniaceae). Pripadamu mu 3 vrste na Malajskom poluotoku i Vijetnamu

## Opis
Rod je opisan u Journal of Japanese Botany 53(4): 101. 1978.

## Vrste
1. Schizotorenia atropurpurea (Ridl.) T.Yamaz. Malajski poluotok: Malezija (Kedah, Perak, Pahan, Selangor), Tajland.
2. Schizotorenia finetiana (Bonati) T.Yamaz.; tipična vrsta, južni Vijetnam.